# ایزنا
ایزنا (انگلیسی: Izna, کره‌ای: 이즈나; لاتین‌نویسی اصلاح‌شده: Ijeuna; مک‌کیون–ریشاور: Ijŭna) گروه دخترانه اهل کره جنوبی زیر نظر ویک‌وان و به تهیه‌کنندگی تدی پارک است که از طریق برنامه رقابتی شبکه ام‌نت به نام آی-لند ۲: ان/ای شکل گرفت. این گروه متشکل از هفت عضو است: مای، بنگ جی مین، یون جی یون، کوکو، ریو سا رانگ، چوی جونگ اون و جونگ سه بی.

## نام
گروه ایزنا که از طریق رقابت در برنامه آی-لند ۲: ان/ای شکل گرفت، تا «I(N/a)» با ترکیب «N» که دارای تنوع غیرقابل پیش‌بینی و «a» که دارای امکانات بی‌نهایت است، تکمیل شود، که به معنای «هر وقت، هر جا، هر چه = من» (Whenever, Wherever, Whatever = Me) است.

## تاریخچه

### شکل‌گیری از طریق آی-لند ۲ و فعالیت‌های قبل از شروع فعالیت
در قسمت پایانی برنامه رقابتی شبکه ام‌نت به نام آی-لند ۲: ان/ای که در ۴ ژوئیه ۲۰۲۴ پخش شد، گروه دخترانهٔ جدید که توسط تدی پارک تهیه‌کنندگی می‌شود، مشخص شد و از نام آن رونمایی شد و شامل اعضای یون جی یون، بنگ جی مین، چوی جونگ اون، ریو سا رانگ، مای و جونگ سه بی است. در ۵ ژوئیه ۲۰۲۴، به گفتهٔ ویک‌وان، ایزنا به عنوان مدل محصول مراقبت از پوست و کاهش سرعت پیری HK Inno.N از برند «بی وانتس» انتخاب شد، پیش از اینکه اعضای نهایی و نام گروه مشخص شوند. همچنین به گزارش تن ایژیا، ایزنا قرار است در کی‌کان ال‌ای ۲۰۲۴ که در لس آنجلس از ۲۶ تا ۲۸ ژوئیه برگزار می‌شود، حضور پیدا کند و با طرفداران آمریکایی پیش از آغاز فعالیت رسمی خود دیدار کند. در ۲۰ ژوئیه ۲۰۲۴ توسط کی‌کان یواس‌ای اعلام شد که امسال ایزنا به دلیل مشکلات غیرمنتظرهٔ ویزا نمی‌تواند در کی‌کان ال‌ای ۲۰۲۴ حضور پیدا کند.

## اعضا
- مای (마이; 茉衣)
- بنگ جی مین (방지민)
- یون جی یون (윤지윤)
- کوکو (코코; 瑚々)
- ریو سا رانگ (류사랑)
- چوی جونگ اون (최정은)
- جونگ سه بی (정새비)

## فیلم‌شناسی

### برنامه تلویزیونی
| سال  | عنوان           | توضیحات                              | منابع |
| ---- | --------------- | ------------------------------------ | ----- |
| ۲۰۲۴ | آی-لند ۲: ان/ای | برنامه رقابتی برای تعیین اعضای ایزنا | [ ۷ ] |